# Crazy in Love (bài hát của Beyoncé)
"Crazy in Love" là một bài hát của nghệ sĩ thu âm người Mỹ Beyoncé hợp tác với rapper người Mỹ Jay-Z nằm trong album phòng thu đầu tay của cô, Dangerously in Love (2003). Nó được phát hành vào ngày 20 tháng 5 năm 2003 như là đĩa đơn đầu tiên trích từ album bởi Columbia Records và Music World Entertainment. Bài hát đánh dấu sự hợp tác thứ hai giữa Beyoncé và Jay-Z sau đĩa đơn năm 2002 "'03 Bonnie & Clyde". "Crazy in Love" được đồng viết lời bởi hai nghệ sĩ với Rich Harrison, trong đó sử dụng đoạn nhạc mẫu từ bài hát năm 1970 của The Chi-Lites là "Are You My Woman (Tell Me So)" được viết lời bởi Eugene Record, trong khi phần sản xuất được đảm nhiệm bởi Beyoncé và Harrison. Đây là một bản R&B đương đại và pop kết hợp với những yếu tố của nhiều thể loại nhạc khác như hip hop, soul và phong cách funk thập niên 1970, với nội dung đề cập đến một nỗi ám ảnh trong tình yêu khiến nhân vật chính hành động mất kiểm soát.
Sau khi phát hành, "Crazy in Love" nhận được những phản ứng tích cực từ các nhà phê bình âm nhạc, trong đó họ đánh giá cao đoạn hook, sự xuất hiện của Jay-Z cũng như khả năng viết lời quyết đoán của Beyoncé. Nó còn lọt vào danh sách những bài hát vĩ đại nhất thập niên 2000 cũng như mọi thời đại bởi nhiều ấn phẩm và tổ chức âm nhạc, bao gồm vị trí thứ 118 trong danh sách "500 Bài hát xuất sắc nhất mọi thời đại" của Rolling Stones. Bài hát cũng tiếp nhận những thành công vượt trội về mặt thương mại, đứng đầu các bảng xếp hạng ở Ireland và Vương quốc Anh, và lọt vào top 10 ở hầu hết những quốc gia nó xuất hiện, bao gồm vuơn đến top 5 ở nhiều thị trường lớn như Úc, Canada, Đan Mạch, Ý, Hà Lan, New Zealand, Na Uy, Thụy Điển và Thụy Sĩ. Tại Hoa Kỳ, "Crazy in Love" đạt vị trí số một trên bảng xếp hạng Billboard Hot 100 trong tám tuần liên tiếp, trở thành đĩa đơn quán quân đầu tiên của Beyoncé và thứ hai của Jay-Z tại đây.
Video ca nhạc cho "Crazy in Love" được đạo diễn bởi Jake Nava, trong đó bao gồm những cảnh Beyoncé nhảy múa và trình diễn bài hát ở nhiều bối cảnh khác nhau, bao gồm trên đường phố, hiện trường của một buổi chụp hình và trên cầu. Nó đã nhận được nhiều lượt yêu cầu phát sóng trên những kênh truyền hình âm nhạc như MTV, VH1 và BET, và nhận được bốn đề cử tại giải Video âm nhạc của MTV năm 2003 cho Video xuất sắc nhất của nữ ca sĩ, Video R&B xuất sắc nhất, Video có vũ đạo xuất sắc nhất và Bình chọn của khán giả, và chiến thắng ba giải đầu. Kể từ khi phát hành, Beyoncé đã trình diễn "Crazy in Love" trên nhiều chương trình truyền hình và lễ trao giải lớn, bao gồm CD:UK, Late Show with David Letterman, Saturday Night Live, Top of the Pops, giải Video âm nhạc của MTV năm 2003 và Buổi diễn giữa hiệp Super Bowl XLVII, cũng như trong tất cả những chuyến lưu diễn trong sự nghiệp của cô.
Được ghi nhận là bài hát trứ danh của nữ ca sĩ, "Crazy in Love" đã được hát lại và sử dụng làm nhạc mẫu bởi nhiều nghệ sĩ, như Snow Patrol, Emeli Sandé, Conor Maynard, Robin Thicke, Miguel và dàn diễn viên của Glee. Ngoài ra, nó còn xuất hiện trên nhiều tác phẩm điện ảnh và truyền hình, bao gồm Bridget Jones: The Edge of Reason, White Chicks, Love, Rosie, Sing và That's So Raven. Ngoài ra, bài hát cũng gặt hái nhiều giải thưởng và đề cử tại những lễ trao giải quan trọng, bao gồm chiến thắng giải Âm nhạc châu Âu của MTV năm 2003 cho Bài hát xuất sắc nhất và ba đề cử giải Grammy ở hạng mục Thu âm của năm, Bài hát R&B xuất sắc nhất và Trình diễn rap/hát xuất sắc nhất tại lễ trao giải thường niên lần thứ 46, và chiến thắng hai giải sau. Năm 2014, Beyoncé đã thu âm lại "Crazy in Love" cho album nhạc phim cho bộ phim năm 2015 Fifty Shades of Grey và được phát hành làm đĩa đơn vào ngày 4 tháng 9 năm 2015.

## Danh sách bài hát
| Đĩa CD tại châu Âu 1. "Crazy in Love" (bản đĩa đơn) – 3:56 2. "My First Time" (bản album) - 4:26 Đĩa CD #1 tại Anh quốc 1. "Crazy in Love" (bản album) – 3:55 2. "Summertime" (hợp tác với Diddy) – 3:52 3. "Krazy In Luv" (Maurice's Nu Soul phối lại) – 6:27 4. "Crazy in Love" (video ca nhạc) – 3:55 | Đĩa CD #2 tại Anh quốc 1. "Crazy in Love" (bản album) – 3:55 2. "Krazy In Luv" (Adam 12 So Crazy phối lại) – 4:30 3. "Krazy In Luv" (Rockwilder phối lại) – 4:12 Đĩa 12" tại châu Âu và Anh quốc - A1. "Crazy in Love" (bản album) – 3:55 - A2. "Crazy in Love" (bản album không lời) – 3:55 - B1. "Krazy In Luv" (Rockwilder phối lại) – 4:12 - B2. "Krazy In Luv" (Lego's Poontin Muzik Dub) – 5:39 |

## Xếp hạng
| Bảng xếp hạng (2003)                     | Vị trí cao nhất |
| ---------------------------------------- | --------------- |
| Úc (ARIA)                                | 2               |
| Áo (Ö3 Austria Top 40)                   | 6               |
| Bỉ (Ultratop 50 Flanders)                | 5               |
| Bỉ (Ultratop 50 Wallonia)                | 10              |
| Canada (Canadian Singles Chart)          | 2               |
| Đan Mạch (Tracklisten)                   | 5               |
| Châu Âu (European Hot 100 Singles)       | 1               |
| Phần Lan (Suomen virallinen lista)       | 12              |
| Pháp (SNEP)                              | 21              |
| Đức (Official German Charts)             | 6               |
| Hy Lạp (IFPI Greece)                     | 3               |
| Hungary (Dance Top 40)                   | 2               |
| Hungary (Single Top 40)                  | 3               |
| Ireland (IRMA)                           | 1               |
| Ý (FIMI)                                 | 5               |
| Hà Lan (Dutch Top 40)                    | 2               |
| Hà Lan (Single Top 100)                  | 2               |
| New Zealand (Recorded Music NZ)          | 2               |
| Na Uy (VG-lista)                         | 5               |
| Scotland (OCC)                           | 1               |
| Tây Ban Nha (PROMUSICAE)                 | 2               |
| Thụy Điển (Sverigetopplistan)            | 4               |
| Thụy Sĩ (Schweizer Hitparade)            | 3               |
| Anh Quốc (OCC)                           | 1               |
| Hoa Kỳ Billboard Hot 100                 | 1               |
| Hoa Kỳ Adult Pop Airplay (Billboard)     | 29              |
| Hoa Kỳ Dance Club Songs (Billboard)      | 1               |
| Hoa Kỳ Hot R&B/Hip-Hop Songs (Billboard) | 1               |
| Hoa Kỳ Pop Airplay (Billboard)           | 1               |
| Hoa Kỳ Rhythmic (Billboard)              | 1               |

| Bảng xếp hạng (2003)                 | Vị trí |
| ------------------------------------ | ------ |
| Australia (ARIA)                     | 28     |
| Australia Urban (ARIA)               | 14     |
| Austria (Ö3 Austria Top 75)          | 50     |
| Belgium (Ultratop 50 Flanders)       | 20     |
| Belgium (Ultratop 40 Wallonia)       | 40     |
| Denmark (Tracklisten)                | 37     |
| Europe (European Hot 100 Singles)    | 14     |
| France (SNEP)                        | 86     |
| Germany (Official German Charts)     | 37     |
| Ireland (IRMA)                       | 12     |
| Italy (FIMI)                         | 26     |
| Netherlands (Dutch Top 40)           | 15     |
| Netherlands (Single Top 100)         | 28     |
| New Zealand (Recorded Music NZ)      | 24     |
| Sweden (Sverigetopplistan)           | 33     |
| Switzerland (Schweizer Hitparade)    | 11     |
| UK Singles (Official Charts Company) | 15     |
| US Billboard Hot 100                 | 4      |
| US Hot Dance Club Songs (Billboard)  | 38     |
| US Hot R&B/Hip-Hop Songs (Billboard) | 14     |
| US Pop Songs (Billboard)             | 9      |
| US Rhythmic (Billboard)              | 11     |

| Bảng xếp hạng (2000-09) | Vị trí |
| ----------------------- | ------ |
| US Billboard Hot 100    | 40     |

| Bảng xếp hạng                | Vị trí |
| ---------------------------- | ------ |
| US Billboard Hot 100         | 249    |
| US Billboard Hot 100 (Women) | 77     |

## Chứng nhận
}}
| Quốc gia | Chứng nhận  | Số đơn vị/doanh số chứng nhận |
| --- | ----------- | ----------------------------- |
| Úc (ARIA) | Bạch kim    | 70.000^                       |
| Bỉ (BEA) | Vàng        | 10.000‡                       |
| Đan Mạch (IFPI Đan Mạch) | Vàng        | 45,000‡                       |
| Ý (FIMI) | Bạch kim    | 50.000‡                       |
| Nhật Bản (RIAJ) | Vàng        | 100,000^                      |
| New Zealand (RMNZ) | Vàng        | 5.000*                        |
| Na Uy (IFPI) | Vàng        | 0*                            |
| Anh Quốc (BPI) | Bạch kim    | 1,030,000                     |
| Hoa Kỳ (RIAA) | Vàng        | 500,000^                      |
| Nhạc chuông |             |                               |
| Nhật Bản (RIAJ) | 2× Bạch kim | 500,000^                      |
| * Chứng nhận dựa theo doanh số tiêu thụ. ^ Chứng nhận dựa theo doanh số nhập hàng. ‡ Chứng nhận dựa theo doanh số tiêu thụ và phát trực tuyến. |             |                               |